# Bajaur

Districtskaart van FBS en NWFP - De Districten van de FBS zijn in blauw aangegeven, Bajaur ligt in het noorden.

Bajaur of Bajur of Bajour (Urdu: باجوڑ) is het kleinste administratief district van de Federaal Bestuurde Stamgebieden (FBS) van Pakistan. Volgens de telling van 1998 was de populatie  595.227. Het grenst aan de provincie Kunar in Afghanistan. Het hoofdkwartier van het district ligt in Khar.
Bajaur is ongeveer 45 km lang en 20 km breed, en ligt hoog in het oosten van de Kunarvallei, waarvan het gescheiden is door bergen. Door de bergen liep de oude weg van Kabul naar Pakistan voordat de Khyberpas de hoofdroute werd.